# Billet de 500 francs Pascal
Pour les articles homonymes, voir 500 francs.
Recto
Verso
Chronologie
500 francs Molière 500 francs Pierre et Marie Curie
Le 500 francs Pascal est un billet de banque français créé le 4 janvier 1968 et émis le 7 janvier 1969 par la Banque de France à la place du 500 francs Molière. Il fut suivi par le 500 francs Pierre et Marie Curie.

## Historique
Faisant partie des plus hautes coupures émises par la Banque de France, il fut imprimé de 1968 à 1994 et resta en circulation jusqu'en 1997. Il fut échangeable auprès de la Banque de France jusqu'au 28 février 2007 contre 76,22 euros. La Banque de France estimait qu'au 15 janvier 2009, il restait encore 2,67 millions de billets en possession de particuliers bien qu'il n'ait plus cours légal depuis 12 ans.
Son tirage total est de 1 030 000 000 d'exemplaires.

## Description
Le billet a été illustré par Lucien Fontanarosa (1912-1975) et la gravure réalisée par Robert Armanelli et Claude Durrens.
Les tons dominants sont le jaune et le marron clair.
Au recto : au centre, Blaise Pascal reposant sa tête sur sa main et en fond à gauche le clocher de l'église Saint-Jacques-la-Boucherie (tour Saint-Jacques) à Paris et à droite, l'église Notre-Dame-de-Prospérité à Clermont-Ferrand. Le portrait de Pascal s'inspire de celui exécuté à la sanguine par Jean Domat en 1644-1645.
Au verso : au centre, le même portrait de Pascal, puis en fond, le colombier et la chapelle de l'Abbaye de Port-Royal. 
Le filigrane représente le masque mortuaire de Pascal.
Les dimensions sont de 180 × 97 mm.

## Remarques
- Ce billet était appelé communément un pascal.
- Un projet avait été commandé à Pierrette Lambert en 1980 pour un billet de 500 francs « Art médiéval », motif qui fut également testé en 1983 pour un billet non émis de 1 000 francs[6], car il aurait eu pour effet d'accélérer la fuite des espèces. En 1986, Lambert exécuta un projet très avancé de vignette « 500 francs Anne de Bretagne et Renaissance » qui fut également annulé, après avoir été envisagé pour une valeur de 1 000 francs[7].
- La longévité extraordinaire de ce billet en fait le seul qui ait côtoyé tous les autres billets libellés en « nouveaux francs ».
- Le 11 mars 1984 sur le plateau de l'émission télévisée Sept sur sept, le chanteur Serge Gainsbourg enflamma avec son briquet l'angle d'un billet de 500 francs, le laissant ostensiblement se consumer : il éteignit la flamme lorsqu'il ne demeura seulement que 26 % du billet. Ceci afin de protester contre ce qui lui restait après la « ponction du fisc ».